# Wybory parlamentarne w Mongolii w 1957 roku
Wybory parlamentarne odbyły się w Mongolii 16 czerwca 1957 roku. W tym czasie kraj był państwem jednopartyjnym, rządzonym przez Mongolską Partię Ludową. MPL zdobyło 178 z 233 miejsc, a pozostałe 55 miejsc zajmowali bezpartyjni kandydaci, którzy zostali wybrani przez MPL ze względu na ich status społeczny. Frekwencja wynosiła 100%, a tylko 32 głosujących nie oddało głosu.

## Wyniki
| Partia      | Przywódca            | Lista zajętych miejsc | +/- |
| ----------- | -------------------- | --------------------- | --- |
| MPL         | Jumdżaagijn Cedenbal | 178                   | -14 |
| bezpartyjni | brak                 | 55                    | -48 |